# Drnovice (district de Vyškov)
Pour les articles homonymes, voir Drnovice.
Drnovice (en allemand : Drnowitz ou Dirnowitz) est une commune du district de Vyškov, dans la région de Moravie-du-Sud, en République tchèque. Sa population s'élevait à 2 368 habitants en 2024.

## Géographie
Drnovice se trouve à 4 km à l'ouest du centre de Vyškov, à 27 km à l'est-nord-est de Brno et à 202 km au sud-est de Prague.
La commune est limitée par Ježkovice au nord-ouest, par Vyškov au nord et à l'est, par Luleč au sud-ouest et par Račice-Pístovice à l'ouest.

## Histoire
La première mention écrite du village date de 1104.

## Galerie

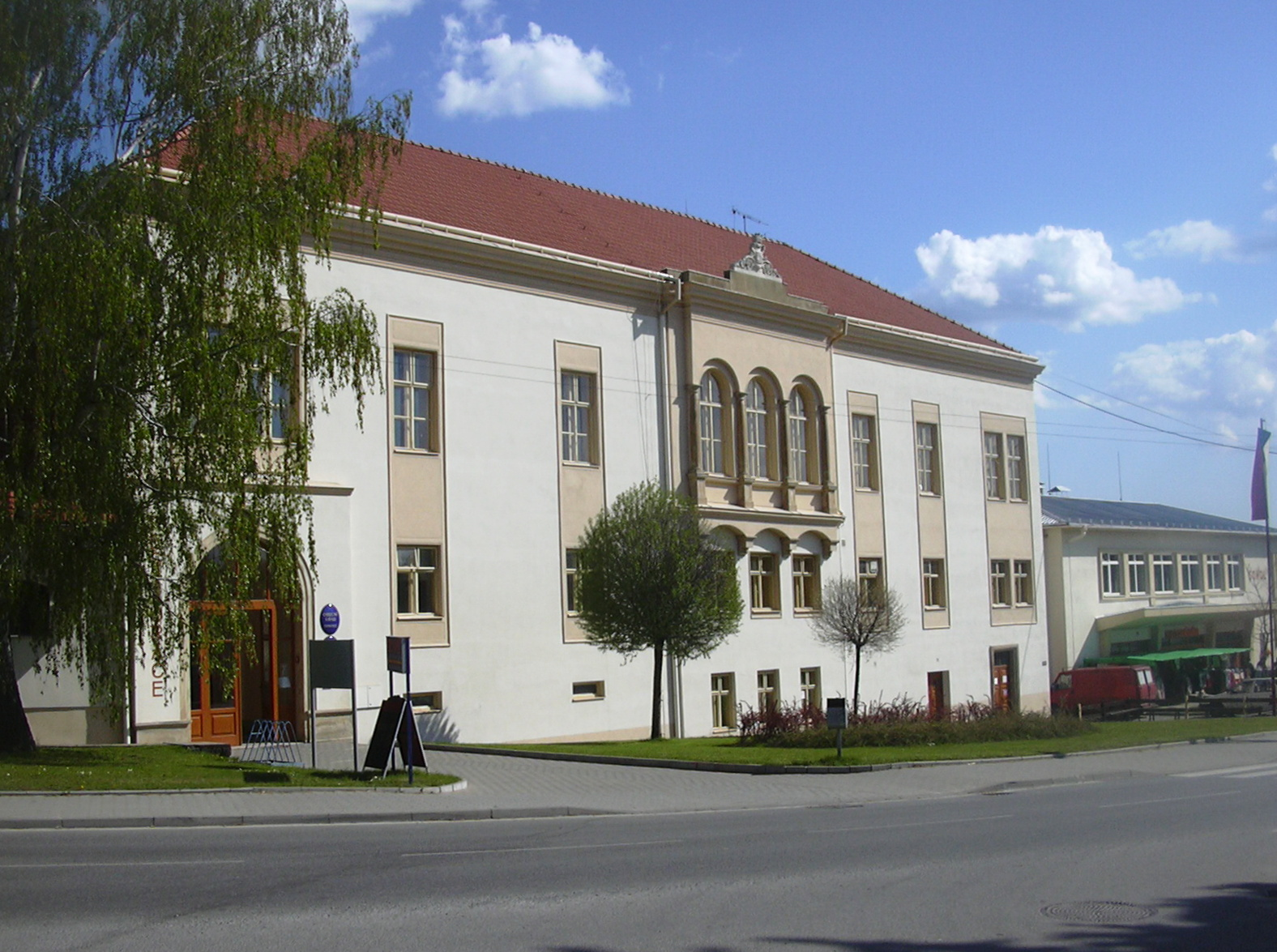
Château de Drnovice.
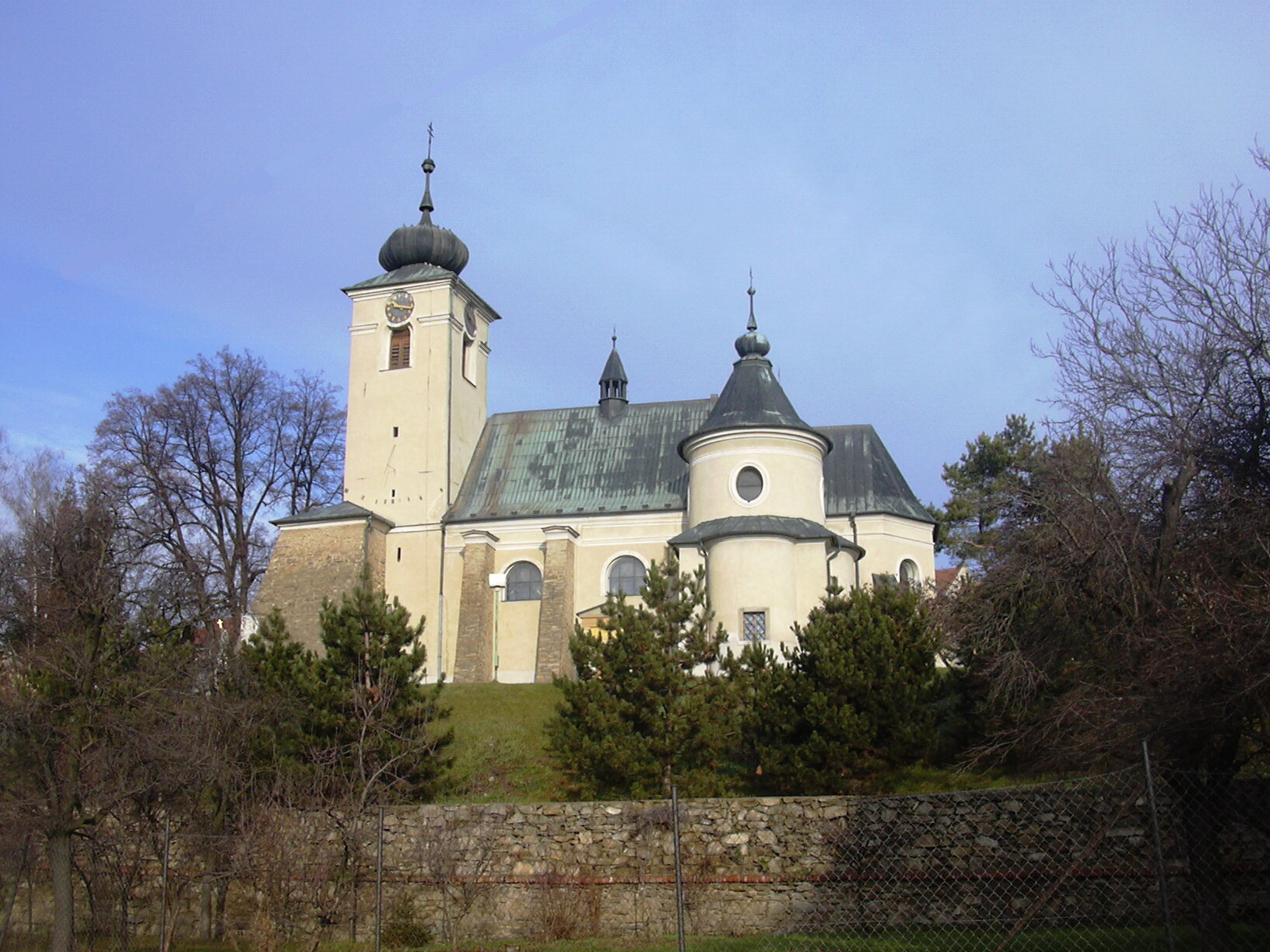
Église Saint-Laurent.